# 張穆之
張 穆之（ちょう ぼくし、生没年不詳）は、南朝宋の政治家。字は思静。本貫は范陽郡方城県。蕭衍の母方の祖父。弟は張安之（張弘策の父）。西晋の司空の張華の6世の孫にあたる。

## 経歴
宋の濮陽郡太守の張次恵の子として生まれた。元嘉年間、員外散騎侍郎となった。吏部尚書の江湛や太子左率の袁淑と仲が良く、袁淑が始興王劉濬に穆之を推薦すると、劉濬は穆之を信任した。穆之は建康に禍乱のきざしがあるのを見て、難に遭うのを避けるために、江湛に言って外任を求めた。江湛は東県で任用しようとしたが、穆之が遠郡での任を強く求めたため、寧遠将軍・交趾郡太守となった。治績を挙げ、ときに刺史が死んで交州で大乱が起こると、穆之は硬軟両用の対処で領内を安定させた。文帝がこのことを聞くと賞賛し、穆之は交州刺史に任じられるところだったが、病没した。
梁が建国されると、光禄大夫に追贈され、金章紫綬を加えられた。

## 子女
- 張弘籍（字は真芸、斉初に鎮西参軍となった）
- 張尚柔（梁の武帝蕭衍の母）

## 伝記資料
- 『梁書』巻7 列伝第1 皇后
- 『南史』巻12 列伝第2 后妃下